# Leyla Qasim
Leyla Qasim, född 27 januari 1952 i Khanaqin, död 12 maj 1974 i Bagdad, var en kurdisk politiker, aktiv i Kurdistans demokratiska parti (KDP) i början av 1970-talet. Qasim kämpade mot den irakiska Baathregimen. Hon greps den 29 april 1974 efter att ha försökt att mörda Saddam Hussein. Efter omfattande tortyr avrättades Qasim genom hängning den 12 maj 1974.